# Ingolstadt

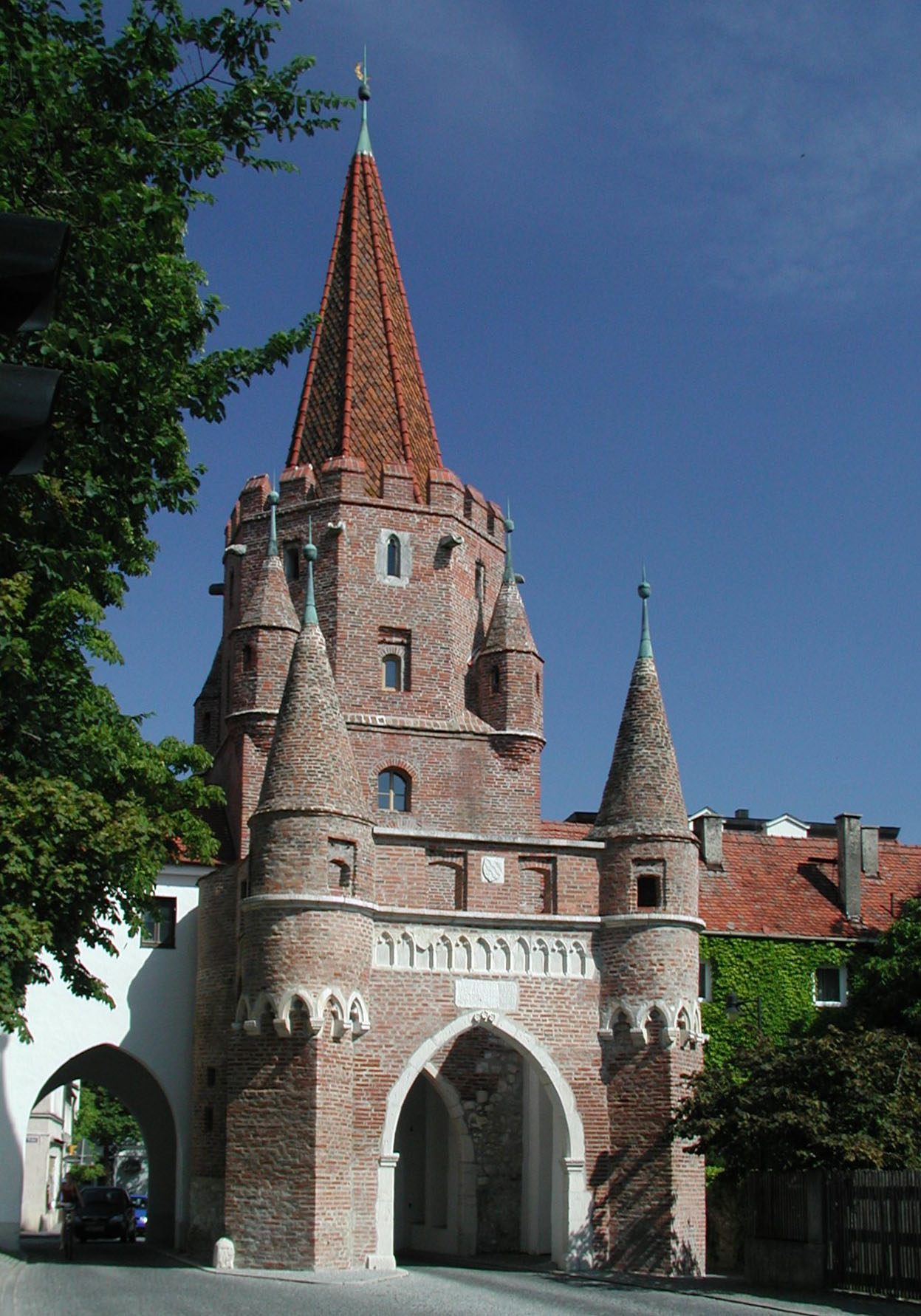
Ingolstadt, brama miejska (Kreuztor) z XIV w

Ingolstadt – miasto na prawach powiatu w Niemczech, w kraju związkowym Bawaria, w rejencji Górna Bawaria, siedziba regionu Ingolstadt. Leży ok. 80 km na północ od Monachium, w dolinie Dunaju, a jego zabytkowe centrum położone jest na lewym brzegu tej rzeki. Miasto o powierzchni 133,4 km² liczy 137 716 mieszkańców (30 września 2021).

## Historia

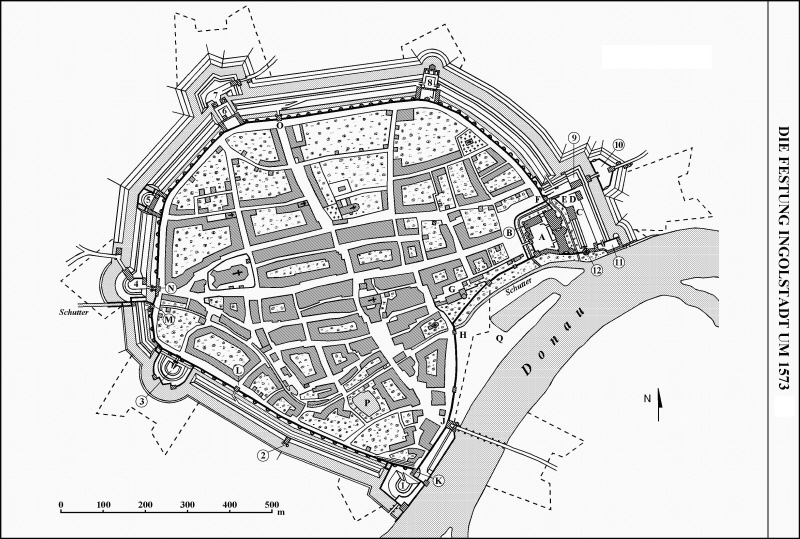
Twierdza Ingolstadt w 1573

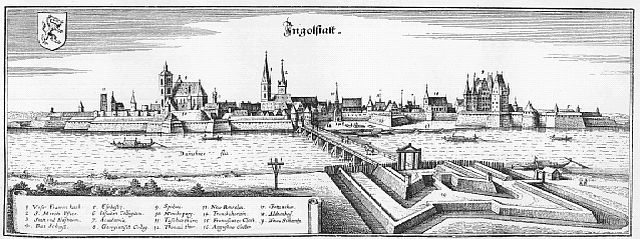
Ingolstadt na miedziorycie w Topographia Germaniae M. Meriana z 1644

Po raz pierwszy wzmiankowane w dokumencie wystawionym przez Karola Wielkiego w 806 roku, jako Ingoldes stadt (pol. miasto Ingolda). Około 1250 otrzymało prawa miejskie. W latach 1392–1447 stolica księstwa Bawaria-Ingolstadt (połączonego później z księstwem Bawaria-Landshut) i rezydencja książąt bawarskich. Książę Ludwik VII Brodaty wybudował tutaj tzw. Nowy zamek, w stylu silnie inspirowanym gotykiem francuskim. W 1472 książę Ludwik IX Bogaty założył w mieście uniwersytet, który w 1800 został przeniesiony do Landshut, a następnie do Monachium. W 1776 roku profesor Uniwersytetu Ingolstadt, Adam Weishaupt zakłada tajne stowarzyszenie Iluminatów. W czasie II wojny światowej miasto zostało częściowo zniszczone wskutek bombardowań.

## Gospodarka
Duże znaczenie w gospodarce miasta ma przemysł samochodowy – główna siedziba niemieckiego koncernu samochodowego Audi (zakład produkcyjny znajduje się w północnej części miasta). Oprócz tego w mieście znajdują się dwie rafinerie ropy naftowej: Petroplus i Bayernoil (we wschodniej części miasta). W Ingolstadt znajduje się także centrala sieci handlowych Saturn i Media Markt: Media-Saturn-Holding (we wschodniej części miasta).

## Transport
Ingolstadt jest znaczącym węzłem kolejowym. W mieście znajdują się stacje kolejowe Ingolstadt Hauptbahnhof, Ingolstadt Nord.
Miasto jest ważnym węzłem komunikacji drogowej. Przez miasto (ok. 2,5 km na wschód od zabytkowego centrum) biegnie z północy na południe autostrada A9. Przez miasto biegnie ze wschodu na zachód droga krajowa B16a, będąca wariantem drogi krajowej B16 łączącej Ratyzbonę (niem. Regensburg) z Donauwörth, natomiast z południa na północny zachód droga krajowa B13 (Monachium–Würzburg).

## Sport
W mieście działały w przeszłości kluby piłkarskie MTV Ingolstadt oraz ESV Ingolstadt. 5 lutego 2004 roku założono klub FC Ingolstadt 04, który w sezonie 2010/11 awansował z 3. ligi do 2. Bundesligi, a w sezonie 2014/15 do Bundesligi.
W mieście działa też klub hokejowy ERC Ingolstadt, od 2002 występujący w rozgrywkach DEL.

## Zabytki

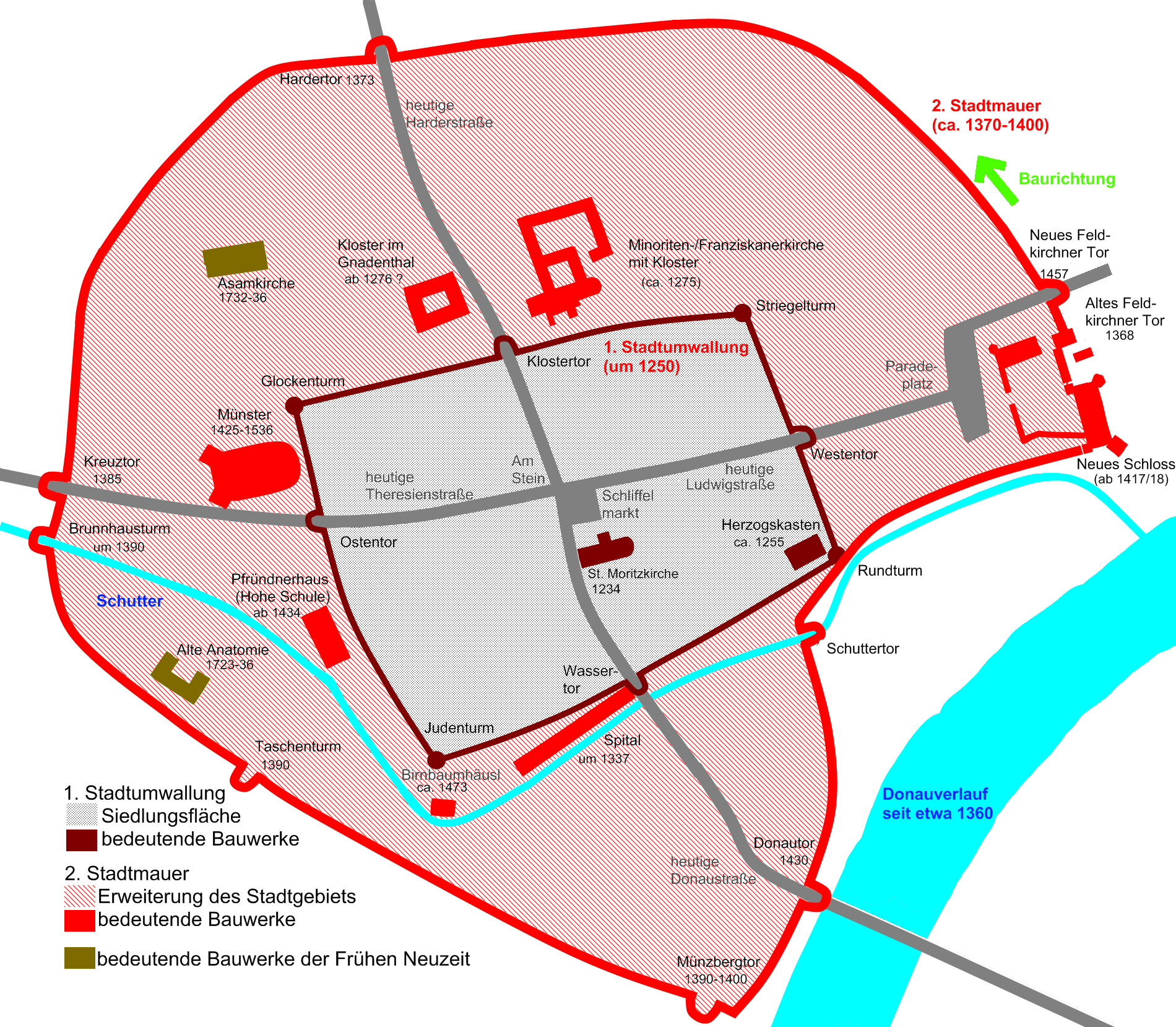
najważniejsze obiekty zabytkowe Ingolstadt

W mieście zachowało się wiele zabytków architektury, reprezentujących style od gotyckiego po style historyczne i secesję. Do najcenniejszych należą:
- tzw. Herzogskasten – stary zamek książęcy, najstarsza budowla świecka w Ingolstadt, obecnie siedziba biblioteki im. Marieluise Fleißer;
- Nowy zamek, obecnie siedziba Bawarskiego Muzeum Wojskowego (Bayerisches Armeemuseum);
- Wieża strażnicza Pfeifturm;
- Fragmenty średniowiecznych murów obronnych z tzw. Bramą Krzyżową (niem. Kreuztor);
- Stary ratusz;
- Kościół św. Maurycego (St. Moritz);
- Kościół Najświętszej Marii Panny (Liebfrau);
- Kościół Maria de Victoria (tzw. Asamkirche);
- Kościół franciszkanów;
- Kościół klasztorny St. Johann im Gnadenthal;
- Kościół św. Mateusza (ewangelicki);
- tzw. Stara Anatomia – dziś siedziba Niemieckiego Muzeum Historii Medycyny (Deutsches Medizinhistorisches Museum);
- budynek tzw. Szkoły Wyższej – dawnej siedziby pierwszego uniwersytetu bawarskiego;
- tzw. Tillyhaus – dom, w którym zmarł w 1632 r. hrabia von Tilly;
- tzw. Ickstatthaus – dom Johanna von Ickstatt.
- Reduit Tilly (z niem. "Reduta Tilly'ego") - Budowla obronna zbudowana i zaprojektowana przez Leona von Klenze na zamówienie Ludwika I w latach 1828–1841 zbudowana na bazie wcześniejszej budowli zbudowanej przez wcześniej wspomnianego hrabiego von Tilly (stąd nazwa). Współcześnie znajduje się tam Muzeum Broni (Armeemuseum)

## Współpraca
Miejscowości partnerskie:
- Włochy: Carrara
- Francja: Grasse
- Węgry: Győr
- Wielka Brytania: Kirkcaldy
- Serbia: Kragujevac
- Turcja: Manisa
- Czechy: Mimoň, Prachatice
- Rosja: Moskwa
- Słowenia: Murska Sobota
- Polska: Opole